# Leichtathletik-Jugendasienmeisterschaften 2019
Die 3. Leichtathletik-Jugendasienmeisterschaften fanden vom 15. bis 17. März 2019 im Tseung Kwan O Sports Ground in Hongkong statt.

## Resultate

### Jungen

#### 100 m
| Platz | Athlet                           | Land | Zeit (s) |
| ----- | -------------------------------- | ---- | -------- |
| 1     | Ali Khalid Mas                   | KSA  | 10,56    |
| 2     | Seiryo Ikeda                     | JPN  | 10,63    |
| 3     | Chen Jiapeng                     | CHN  | 10,66    |
| 4     | Ali al-Balushi                   | OMA  | 10,69    |
| 5     | Tang Jiale                       | CHN  | 10,76    |
| 6     | Mizuki Inoue                     | JPN  | 10,80    |
| 7     | Ali Ghasem Babaei Kashi          | IRI  | 10,84    |
| 8     | Shashikant Veerupakshappa Angadi | IND  | 10,98    |

16. März
Wind: +0,4 m/s

#### 200 m
| Platz | Athlet                           | Land | Zeit (s) |
| ----- | -------------------------------- | ---- | -------- |
| 1     | Wang Yen-ho                      | TPE  | 21,86    |
| 2     | Shanmuga Srinivas Nalubothu      | IND  | 21,87    |
| 3     | Ali al-Balushi                   | OMA  | 21,93    |
| 4     | Hiroki Shigetani                 | LKA  | 21,95    |
| 5     | Reuben Rainer Lee                | SGP  | 22,07    |
| 6     | Kanchai Chimthong                | THA  | 22,49    |
| 7     | Shashikant Veerupakshappa Angadi | IND  | 22,53    |
| 8     | Shemal Milinda Perera            | LKA  | 22,63    |

17. März
Wind: −1,9 m/s

#### 400 m
| Platz | Athlet                              | Land | Zeit (s) |
| ----- | ----------------------------------- | ---- | -------- |
| 1     | Abdul Razak Cheramkulangara Rasheed | IND  | 48,17    |
| 2     | Navishka Weerakoon                  | LKA  | 48,26    |
| 3     | Jefim Tarassow                      | KAZ  | 48,59    |
| 4     | Supakit Janmao                      | THA  | 48,68    |
| 5     | Kang Min-su                         | KOR  | 49,47    |
| 6     | Hangga Satrio Pamungkas             | INA  | 49,17    |
|       | Ramachandra Sanga                   | IND  | DSQ      |
|       | Abdulrahman Aedh al-Shahrani        | KSA  | DSQ      |

16. März

#### 800 m
| Platz | Athlet               | Land | Zeit (min) |
| ----- | -------------------- | ---- | ---------- |
| 1     | Allon Tatsunami Clay | JPN  | 1:50,57 CR |
| 2     | Mathesh Babu         | IND  | 1:51,48    |
| 3     | Sumit Kharab         | IND  | 1:55,81    |
| 4     | Omar Abdullah        | KUW  | 1:56,25    |
| 5     | Brandon Norton       | TPE  | 1:59,74    |
| 6     | Ali Abu-Shtiah       | JOR  | 2:00,28    |
| 7     | Chan Tsz Hin         | HKG  | 2:01,75    |
| 8     | Kwok Ching Ryan      | HKG  | 2:05,49    |

17. März

#### 1500 m
| Platz | Athlet                          | Land | Zeit (min) |
| ----- | ------------------------------- | ---- | ---------- |
| 1     | Lee Jae-ung                     | KOR  | 3:56,36    |
| 2     | Masaya Yanagimoto               | JPN  | 3:56,56    |
| 3     | Ajay                            | IND  | 3:57,25    |
| 4     | Harendra Kumar                  | IND  | 3:57,55    |
| 5     | Xu Ziang                        | CHN  | 3:59,67    |
| 6     | Bader al-Sweed                  | KUW  | 4:02,85    |
| 7     | Abdullah al-Yaari               | JEM  | 4:03,07    |
| 8     | Amir Reza Samoudi Soumeeh Sofla | IRI  | 4:09,02    |

15. März

#### 3000 m
| Platz | Athlet           | Land | Zeit (min) |
| ----- | ---------------- | ---- | ---------- |
| 1     | Ajit Kumar Yadav | NEP  | 8:30,32    |
| 2     | Amit Jangir      | IND  | 8:36,34    |
| 3     | Gamil al-Hamati  | YEM  | 8:38,60    |
| 4     | Masaya Tsurukawa | JPN  | 8:42,09    |
| 5     | Osamah al-Yaari  | YEM  | 8:48,02    |
| 6     | Gagan            | IND  | 8:54,17    |
| 7     | Lee Joon-su      | KOR  | 8:55,24    |
| 8     | Husain al-Farsi  | OMA  | 9:37,18    |

17. März

#### 10.000 m Bahngehen
| Platz | Athlet                | Land | Zeit (min)  |
| ----- | --------------------- | ---- | ----------- |
| 1     | Vishvendra Singh      | IND  | 44:09,75 CR |
| 2     | Li Junran             | CHN  | 44:11,17    |
| 3     | Paramjeet Singh Bisht | IND  | 44:21,96    |
| 4     | Keisuke Kano          | JPN  | 44:40,22    |
| 5     | Li Xingfu             | CHN  | 46:26,85    |
| 6     | Li Pin-shiun          | TPE  | 46:43,13    |
| 7     | Lee Seong-yoon        | KOR  | 46:53,98    |
| 8     | Song Jeong-won        | KOR  | 49:41,46    |

16. März

#### 110 m Hürden
| Platz | Athlet                 | Land | Zeit (s) |
| ----- | ---------------------- | ---- | -------- |
| 1     | Mohd Irfan Izzan Fetry | MAS  | 13,60    |
| 2     | Kentaro Soga           | JPN  | 13,64    |
| 3     | Marc Brian Louis       | SGP  | 13,74    |
| 4     | Cheung Siu Hang        | HKG  | 13,78    |
| 5     | Morteza Abbaspourdarba | IRI  | 14,12    |
| 6     | Park In-woo            | KOR  | 14,25    |
| 7     | Suttipong Tongpech     | THA  | 14,44    |
| 8     | Nikita Ossinskij       | KAZ  | 14,77    |

15. März
Wind: −0,2 m/s

#### 400 m Hürden
| Platz | Athlet                | Land | Zeit (s) |
| ----- | --------------------- | ---- | -------- |
| 1     | Marc Brian Louis      | SGP  | 55,09    |
| 2     | Henry Fung            | HKG  | 55,26    |
| 3     | Fahad Mohd al-Abdulla | QAT  | 55,28    |
| 4     | Cheong Tsz Kin        | MAC  | 55,81    |
| 5     | Sheung Siu Hei        | HKG  | 57,15    |
| 6     | Bader Sultan al-Bishi | KSA  | 58,23    |
| 7     | Mohammed Eisi Ghashim | KSA  | 61,52    |
| 8     | Fan Ka Kit            | HKG  | 67,28    |

17. März

#### 2000 m Hindernis
| Platz | Athlet                        | Land | Zeit (min) |
| ----- | ----------------------------- | ---- | ---------- |
| 1     | Ryuji Miura                   | JPN  | 5:42,35 CR |
| 2     | Atul Kumar Bhimsingbhai Gamit | IND  | 6:00,45    |
| 3     | Li Yunqi                      | CHN  | 6:08,79    |
| 4     | Wu Yu-heng                    | TPE  | 6:12,26    |
| 5     | Zanyar Rahmani                | IRI  | 6:19,16    |
| 6     | Mohamed Assaad Kemel          | QAT  | 6:21,20    |
| 7     | Luosangqujie                  | CHN  | 6:26,00    |
| 8     | Lin Chen-Hao                  | TPE  | 6:32,91    |

16. März

#### Sprint-Staffel (100 m – 200 m – 300 m – 400 m)
| Platz | Land                | Athleten | Zeit (s) |
| ----- | ------------------- | --- | -------- |
| 1     | Indien              | Karan Vivek Hegiste Shanmuga Srinivas Nalubothu Shashikant Veerupakshappa Angadi Abdul Razak Cheramkulangara Rasheed                       | 1:54,04  |
| 2     | Sri Lanka           | Hirusha Hashen Walimuni Mendis Abesekara Shemal Milinda Perera Isuru Kaushalya Bans Abeywardhana Navishka Sandeesh Weerakoon Mudiyanselage | 1:55,04  |
| 3     | Volksrepublik China | Chen Jiapeng Tang Jiale An Tengjiao Sun Jiahao                                                                                             | 1:55,45  |
| 4     | Thailand            | Santi Anuphak Kanchai Chimthong Sakon Singwiset Supakit Janmao                                                                             | 1:56,02  |
| 5     | Chinesisch Taipeh   | Lin Wei-chun Wang Yen-ho Chang Ting-hao Wang Yu-hsuan                                                                                      | 1:56,11  |
| 6     | Katar               | Mohammed Bader al-Ali Hamad Khalifa al-Abdulla Saeed Othman al-Absi Mahamat Zakaria Khalid                                                 | 1:57,51  |
| 7     | Südkorea            | Jeong Inseong Kim Myeong-il Park In-woo Kang Min-su                                                                                        | 1:58,42  |
|       | Hongkong            | Fung Chi Lok Mak Chun Ho Lam An Sen Shum Kai Wang                                                                                          | 1:59,62  |

17. März

#### Hochsprung
| Platz | Athlet               | Land | Höhe (m) |
| ----- | -------------------- | ---- | -------- |
| 1     | Chen Long            | CHN  | 2,20 CR  |
| 2     | Ma Jia               | CHN  | 2,16     |
| 3     | Fu Chao-hsuan        | TPE  | 2,14     |
| 4     | Hossein Bizar        | IRI  | 2,12     |
| 5     | En Sheng-hsueh       | TPE  | 2,09     |
| 6     | Vadim Chikalov       | UZB  | 1,98     |
| 7     | Amer Haiqa Ismail    | MAS  | 1,98     |
| 7     | Robindeep Singh Sran | IND  | 1,98     |

16. März

#### Stabhochsprung
| Platz | Athlet                | Land | Höhe (m) |
| ----- | --------------------- | ---- | -------- |
| 1     | Zhong Tao             | CHN  | 5,00 =CR |
| 2     | Kazuki Furusawa       | JPN  | 5,90     |
| 3     | Deepak Yadav          | IND  | 4,70     |
| 4     | Ku Ming-ho            | TPE  | 4,60     |
| 5     | Hocket de los Santos  | PHI  | 4,30     |
| 6     | Heng Jee-kuan         | SGP  | 4,00     |
| 7     | Hadi Mansor al-Khalaf | KSA  | 3,60     |
|       | Song Haoyang          | CHN  | NM       |

15. März

#### Weitsprung
| Platz | Athlet                    | Land | Weite (m) |
| ----- | ------------------------- | ---- | --------- |
| 1     | Wu Guohang                | CHN  | 7,63 CR   |
| 2     | Ho Kuei-lin               | TPE  | 7,48 w    |
| 3     | Ryutaro Tanaka            | JPN  | 7,43 w    |
| 4     | Yang Jie-you              | TPE  | 7,28      |
| 5     | Yang Jincheng             | CHN  | 7,06      |
| 6     | Chan Chi Keung            | HKG  | 7,04      |
| 7     | Morteza Abbaspourdarbandi | IRI  | 6,95      |
| 8     | Wong Pak Hang             | HKG  | 6,84      |

16. März

#### Dreisprung
| Platz | Athlet             | Land | Weite (m) |
| ----- | ------------------ | ---- | --------- |
| 1     | Sheng Yin-chen     | TPE  | 15,15     |
| 2     | Wu Junhui          | CHN  | 15,12     |
| 3     | Vishal Mor         | IND  | 15,09     |
| 4     | Yun Sung-hyun      | KOR  | 14,43     |
| 5     | Yang Xiao          | CHN  | 14,35     |
| 6     | Chan Chi Keung     | HKG  | 14,30     |
| 7     | Alvin Roland       | MAS  | 14,27     |
| 8     | Wadim Nowatschenko | KAZ  | 14,24     |

15. März

#### Kugelstoßen
| Platz | Athlet                  | Land | Weite (m) |
| ----- | ----------------------- | ---- | --------- |
| 1     | Arsalan Ghashghaei      | IRI  | 19,36     |
| 2     | Amandeep Singh Dhaliwal | IND  | 19,08     |
| 3     | Peng Yingtei            | CHN  | 18,59     |
| 4     | Amirhossein Mamaghani   | IRI  | 17,52     |
| 5     | Takenori Sugimura       | JPN  | 17,22     |
| 6     | Kang Min-seung          | KOR  | 16,97     |
| 7     | Saleh al-Sader          | KUW  | 16,66     |
| 8     | Bandit Singhatongkul    | THA  | 16,56     |

17. März

#### Diskuswurf
| Platz | Athlet                   | Land | Weite (m) |
| ----- | ------------------------ | ---- | --------- |
| 1     | Mohammad Reza Rahmanifar | IRI  | 60,24 CR  |
| 2     | Sadegh Samimi            | IRI  | 59,85     |
| 3     | Huang Nuo-ya             | TPE  | 54,93     |
| 4     | Ma Shao-wen              | TPE  | 54,61     |
| 5     | Bandit Singhatongkul     | THA  | 53,29     |
| 6     | Jaskaran Surat Singh     | IND  | 52,74     |
| 7     | Guo Shaoze               | CHN  | 52,41     |
| 8     | Ashish Kumar             | IND  | 51,37     |

16. März

#### Hammerwurf
| Platz | Athlet                     | Land | Weite (m) |
| ----- | -------------------------- | ---- | --------- |
| 1     | Vipin Kumar                | IND  | 69,63     |
| 2     | Fan Yanfeng                | CHN  | 66,64     |
| 3     | Sahand Noory               | IRI  | 65,85     |
| 4     | Mohammed Abdullah al-Zayer | KSA  | 60,44     |
| 5     | Yang Ji-su                 | KOR  | 58,53     |
| 6     | Kang Min-seung             | KOR  | 56,77     |
| 7     | Mubeen al-Kindi            | OMA  | 55,16     |
| 8     | Noel Daniel Angelo Rambaca | PHI  | 44,01     |

15. März

#### Speerwurf
| Platz | Athlet                    | Land | Weite (m) |
| ----- | ------------------------- | ---- | --------- |
| 1     | Cao Junzi                 | CHN  | 73,25     |
| 2     | Nodirbek Bekatov          | UZB  | 71,76     |
| 3     | Yasumasa Matsushige       | JPN  | 69,36     |
| 4     | Suraj Kumar               | IND  | 66,79     |
| 5     | Wachirawit Sornwichai     | THA  | 63,85     |
| 6     | Rumesh Tharanga Pathirage | LKA  | 61,62     |
| 7     | Lee Joon-hyeong           | MAS  | 60,89     |
| 8     | Alex Chan Ho Wa           | HKG  | 57,01     |

17. März

#### Zehnkampf
| Platz | Athlet             | Land | Punkte  |
| ----- | ------------------ | ---- | ------- |
| 1     | Usaid Khan         | IND  | 6952 CR |
| 2     | Du Chang-huan      | TPE  | 6268    |
| 3     | Ali Ansari         | IND  | 5943    |
| 4     | Abdulchamid Kissin | KAZ  | 5728    |
| 5     | Hady al-Asmi       | KUW  | 4905    |
| 6     | Chung Pok Hong     | HKG  | 4865    |
|       | Kim Ki-hun         | KOR  | DNF     |
|       | Baek Gwang-yeol    | KOR  | DNF     |

15./16. März

### Mädchen

#### 100 m
| Platz | Athlet                  | Land | Zeit (s) |
| ----- | ----------------------- | ---- | -------- |
| 1     | Avantika Santosh Narale | IND  | 11,97    |
| 2     | Hanae Aoyama            | JPN  | 11,98    |
| 3     | Erna Nuryanti           | INA  | 12,08    |
| 4     | Huang Ziting            | CHN  | 12,19    |
| 5     | Liu Ziyi                | CHN  | 12,27    |
| 6     | Chang Li-jung           | TPE  | 12,31    |
| 7     | Leung Wing Hei          | HKG  | 12,33    |
| 8     | Ewa Kadyrowa            | KGZ  | 12,48    |

16. März
Wind: +0,9 m/s

#### 200 m
| Platz | Athlet                  | Land | Zeit (s) |
| ----- | ----------------------- | ---- | -------- |
| 1     | Li Yuting               | CHN  | 23,83 CR |
| 2     | Avantika Santosh Narale | IND  | 24,20    |
| 3     | Deepthi Jeevanji        | IND  | 24,78    |
| 4     | Hsu Chia-en             | TPE  | 24,82    |
| 5     | Sadeepa Henry Henderson | LKA  | 24,98    |
| 6     | Chang Li-ling           | TPE  | 25,04    |
| 7     | Diva Aprilian           | INA  | 25,30    |
| 8     | Vũ Thị Anh              | VIE  | 25,62    |

17. März
Wind: −0,8 m/s

#### 400 m
| Platz | Athlet                      | Land | Zeit (s) |
| ----- | --------------------------- | ---- | -------- |
| 1     | Saki Takashima              | JPN  | 54,83    |
| 2     | Li Fengdan                  | CHN  | 56,07    |
| 3     | Alexandra Saljubowskaja     | KAZ  | 56,25    |
| 4     | Priya Mohan                 | IND  | 56,46    |
| 5     | Sandra Ajimon Shiny         | IND  | 56,73    |
| 6     | Hsu Chia-en                 | TPE  | 57,15    |
| 7     | Ho Kin Ling                 | HKG  | 58,73    |
| 8     | Kavindi Sanjana Edirisinghe | LKA  | 60,90    |

16. März

#### 800 m
| Platz | Athlet                      | Land | Zeit (min) |
| ----- | --------------------------- | ---- | ---------- |
| 1     | Rao Xinyu                   | CHN  | 2:09,03 CR |
| 2     | Pooja Chaudhary             | IND  | 2:09,32    |
| 3     | Maki Ueda                   | JPN  | 2:09,76    |
| 4     | Shanika Lakshani Kahawalage | LKA  | 2:14,25    |
| 5     | Nguyễn Thị Thu Hà           | VIE  | 2:14,89    |
| 6     | Nadeschda Jurtschenko       | KAZ  | 2:14,90    |
| 7     | Ainuska Kalil kysy          | KGZ  | 2:19,35    |
| 8     | Priscilla Daniel            | IND  | 3:42,44    |

17. März

#### 1500 m
| Platz | Athlet                   | Land | Zeit (min) |
| ----- | ------------------------ | ---- | ---------- |
| 1     | Cade Wright              | HKG  | 4:34,04    |
| 2     | Liu Jia                  | CHN  | 4:36,05    |
| 3     | Chanthini Chandran       | IND  | 4:36,09    |
| 4     | Hadiseh Raoufkhoshfetrat | IRI  | 4:36,14    |
| 5     | Tai Hiraman Bamhane      | IND  | 4:44,66    |
| 6     | Tatjana Sagriwaja        | KAZ  | 4:51,00    |
| 7     | Sim Ha-yeong             | KOR  | 4:55,61    |
| 8     | Heba Mahmoud             | JOR  | 5:05,27    |

17. März

#### 3000 m
| Platz | Athlet               | Land | Zeit (min) |
| ----- | -------------------- | ---- | ---------- |
| 1     | Rina Kimura          | JPN  | 09:30,63   |
| 2     | Izumi Takamatsu      | JPN  | 09:59,50   |
| 3     | Liu Jingya           | CHN  | 10:06,96   |
| 4     | Tallulah Taye Wright | HKG  | 10:20,59   |

16. März

#### 5000 m Bahngehen
| Platz | Athlet            | Land | Zeit (min)  |
| ----- | ----------------- | ---- | ----------- |
| 1     | Jiao Shuangshuang | CHN  | 22:54,69 CR |
| 2     | Yin Lamei         | CHN  | 22:56,22    |
| 3     | Minoru Yabuta     | JPN  | 23:19,48    |
| 4     | Baljit Kaur       | IND  | 25:26,93    |
| 5     | Huang Jr-I        | TPE  | 25:27,48    |
| 6     | Chiang Chia-Jou   | TPE  | 25:51,85    |
| 7     | Munita Prajapathi | IND  | 25:57,48    |
| 8     | Park Na-ra        | KOR  | 26:39,16    |

15. März

#### 100 m Hürden
| Platz | Athlet                     | Land | Zeit (s) |
| ----- | -------------------------- | ---- | -------- |
| 1     | Thabitha Philip Maheswaran | IND  | 13,86    |
| 2     | Mayuko Iwasa               | JPN  | 14,03    |
| 3     | Liu Xinyu                  | CHN  | 14,44    |
| 4     | Nguyễn Thị Linh            | VIE  | 14,70    |
| 5     | Kim Sol-gi                 | KOR  | 14,79    |
| 6     | Natthicha Sengna           | THA  | 14,88    |
| 7     | Anneke Fung                | HKG  | 14,90    |
| 8     | Ashleigh Ma Ying Wen       | HKG  | 15,44    |

15. März
Wind: +0,7 m/s

#### 400 m Hürden
| Platz | Athlet                    | Land | Zeit (s) |
| ----- | ------------------------- | ---- | -------- |
| 1     | Arisa Weruwanarak         | THA  | 60,52    |
| 2     | Yang Jui-hsuan            | TPE  | 60,68    |
| 3     | Amesha Hettiarachchilge   | LKA  | 61,42    |
| 4     | Mohaddeseh Ebrahimpour    | IRI  | 63,33    |
| 5     | Ashleigh Ma Ying Wen      | HKG  | 64,15    |
| 6     | Yeung Tik Sum             | HKG  | 65,22    |
| 7     | Tyeisha Rene Mission Khoo | SGP  | 67,20    |
| 8     | Wu Shu Han                | SGP  | 68,16    |

17. März

#### 2000 m Hindernis
| Platz | Athlet                       | Land | Zeit (min) |
| ----- | ---------------------------- | ---- | ---------- |
| 1     | Yuzuki Murakamia             | JPN  | 7:06,53    |
| 2     | Wassilissa Fachrutdinowa     | KAZ  | 7:22,88    |
| 3     | Seyedeh Fatemeh Sima Shadkam | IRI  | 7:32,53    |
| 4     | Chen Nuoya                   | CHN  | 7:45,10    |
| 5     | Lee Seong-yoon               | KOR  | 8:05,97    |

15. März

#### Sprintstaffel (1000 Meter)
| Platz | Land                | Athleten | Zeit (min) |
| ----- | ------------------- | --- | ---------- |
| 1     | Volksrepublik China | Liu Ziyi Li Yuting Li Fengdan Rao Xinyu                                                                                               | 2:10,71    |
| 2     | Indien              | Deepthi Jeevanji Avantika Santosh Narale Sandra Ajimon Shiny Priya Mohan                                                              | 2:10,87    |
| 3     | Kasachstan          | Margarita Nasarenko Alexandra Sytina Nadeschda Jurtschenko Alexandra Saljubowskaja                                                    | 2:13,79    |
| 4     | Hongkong            | Anneke Fung Leung Wing Hei Ashleigh Ma Ying Wen Ho Kin Ling                                                                           | 2:15,03    |
| 5     | Sri Lanka           | Dilmi Dhanusha Yashini Dahanayake Sadeepa Henry Henderson Kavindi Sanjana Edirisinghe Amesha Piumanthi Hettiarachchi Hettiarachchilge | 2:15,89    |
| 6     | Thailand            | Panita Pinchai Sukanda Petraksa Arisa Weruwanarak Chinenye Onuorah                                                                    | 2:17,11    |
| 7     | Südkorea            | Kim Han-song Han Seo-jeong Park Mi-na Kim Tae-yeon                                                                                    | 2:17,81    |
| 8     | Libanon             | Haya Kobrosly Mayssa Mouawad Zoe Dagher Farah el-Tayar                                                                                | 2:19,16    |

17. März

#### Hochsprung
| Platz | Athlet                                             | Land | Höhe (m) |
| ----- | -------------------------------------------------- | ---- | -------- |
| 1     | Lu Jiawen                                          | CHN  | 1,83 CR  |
| 2     | Lai Yan Hei                                        | HKG  | 1,79     |
| 3     | Chang Chia-yu                                      | TPE  | 1,69     |
| 4     | Ishara Nethmini Pallegama Pallegama Palihawadanage | LKA  | 1,65     |
| 4     | Kang Hyo-min                                       | KOR  | 1,65     |
| 6     | Mayssa Mouawad                                     | LBN  | 1,60     |
| 7     | Kuo Chia-lun                                       | TPE  | 1,60     |
| 8     | Janice Lam Tsz Chin                                | HKG  | 1,60     |

17. März

#### Stabhochsprung
| Platz | Athlet                 | Land | Höhe (m) |
| ----- | ---------------------- | ---- | -------- |
| 1     | Polina Iwanowa         | KAZ  | 3,75     |
| 2     | Lan Jieru              | CHN  | 3,70     |
| 3     | Diva Renatta Jayadi    | INA  | 3,55     |
| 3     | Maberu Fujiie          | JPN  | 3,55     |
| 5     | Christy Robyn Chang    | SGP  | 3,05     |
| 6     | Phoebe Choong Shu Tyng | SGP  | 2,85     |
|       | Chonthicha Khabut      | THA  | NM       |

15. März

#### Weitsprung
| Platz | Athlet                     | Land | Weite (m) |
| ----- | -------------------------- | ---- | --------- |
| 1     | Thabitha Philip Maheswaran | IND  | 5,86      |
| 2     | Hua Shihu                  | CHN  | 5,76      |
| 3     | Ambrikha Narzary           | IND  | 5,73 w    |
| 4     | Haruka Umemiya             | JPN  | 5,71 w    |
| 5     | Supawat Choothong          | THA  | 5,47      |
| 6     | Tsang Wing Yu              | HKG  | 5,45      |
| 7     | Park Ji-hyeon              | KOR  | 5,30      |
| 8     | Sabina Batadschijewa       | KGZ  | 5,17      |

16. März

#### Dreisprung
| Platz | Athlet                     | Land | Weite (m) |
| ----- | -------------------------- | ---- | --------- |
| 1     | Li Chunting                | CHN  | 12,97 CR  |
| 2     | Kim A-young                | KOR  | 12,15     |
| 3     | Walerija Jerjomina         | KAZ  | 12,02     |
| 4     | Sharvari Avinash Parulekar | IND  | 11,91     |
| 5     | Anu Mathew                 | IND  | 11,73     |
| 6     | Ann Lee Shyann Wai         | SGP  | 11,70 w   |
| 7     | Tan Tse Teng               | SGP  | 11,53 w   |
| 8     | Supawat Choothong          | THA  | 11,32     |

17. März

#### Kugelstoßen
| Platz | Athlet          | Land | Weite (m) |
| ----- | --------------- | ---- | --------- |
| 1     | Meari Hiroshima | JPN  | 16,19     |
| 2     | Choi Ha-na      | KOR  | 15,87     |
| 3     | Chen Yan        | CHN  | 15,42     |
| 4     | Tsai Chia-ching | TPE  | 15,35     |
| 5     | Sun Zexi        | CHN  | 14,65     |
| 6     | Chao Yi-hsuan   | TPE  | 14,30     |
| 7     | Janice Chan     | HKG  | 12,06     |
| 8     | Anna Yap Mei Qi | SGP  | 11,53     |

16. März

#### Diskuswurf
| Platz | Athlet              | Land | Weite (m) |
| ----- | ------------------- | ---- | --------- |
| 1     | Yang Xin            | CHN  | 49,69 CR  |
| 2     | Chen Nuo            | CHN  | 47,55     |
| 3     | Shin Yu-jin         | KOR  | 45,61     |
| 4     | Mahla Mahrooghi     | IRI  | 43,47     |
| 5     | Shakrizoda Yusufova | UZB  | 41,80     |
| 6     | Alina Woronzowa     | KAZ  | 38,87     |
| 7     | Nicole Yiu Yi Yan   | UZB  | 36,63     |
| 8     | Janice Chan         | HKG  | 35,91     |

16. März

#### Hammerwurf
| Platz | Athlet                      | Land | Weite (m) |
| ----- | --------------------------- | ---- | --------- |
| 1     | Hung Chi-hsien              | TPE  | 62,80     |
| 2     | Harshita Sherawat           | IND  | 61,93     |
| 3     | Ye Jiayi                    | CHN  | 59,90     |
| 4     | Zahra Aarab Rostami         | IRI  | 58,79     |
| 5     | Liu Yang                    | CHN  | 58,60     |
| 6     | Mukhlisakhon Mirzaakhmedova | UZB  | 57,11     |
| 7     | Zarinakhon NOosiryonova     | UZB  | 54,71     |
| 8     | Lu Wen-en                   | TPE  | 52,87     |

15. März

#### Speerwurf
| Platz | Athlet              | Land | Weite (m) |
| ----- | ------------------- | ---- | --------- |
| 1     | Mo Yun              | CHN  | 54,32     |
| 2     | Gong Yu             | CHN  | 53,16     |
| 3     | Rei Nakamura        | JPN  | 48,94     |
| 4     | Supitsara Klinla-or | THA  | 47,84     |
| 5     | Choi Ka-hui         | KOR  | 44,89     |
| 6     | Hsu Fang-ling       | TPE  | 44,21     |
| 7     | Koh Hyeon-seo       | KOR  | 43,89     |
| 8     | Tsui Ka Yan         | HKG  | 39,57     |

17. März

#### Siebenkampf
| Platz | Athlet                  | Land | Punkte  |
| ----- | ----------------------- | ---- | ------- |
| 1     | Adina Machsutowa        | KAZ  | 5345 CR |
| 2     | Momoko Ito              | JPN  | 5088    |
| 3     | Shakhribonu Gofuryonova | UZB  | 4634    |
| 4     | Fatemeh Mohitizadeh     | IRI  | 4245    |
| 5     | Kong Min-kyoung         | KOR  | 3986    |
| 6     | Kwong Ka Yu             | HKG  | 3803    |

16./17. März

## Abkürzungen
| - WR = Weltrekord - WJR = Juniorenweltrekord - OR = olympischer Rekord - YOR = olympischer Jugendrekord - AR = Kontinentalrekord - AJR = Juniorenkontinentalrekord - NR = nationaler Rekord - NJR = nationaler Juniorenrekord - CR = Meisterschaftsrekord - MR = Veranstaltungsrekord | - WB = Weltbestleistung - WJB = Juniorenweltbestleistung - WYB = Jugendweltbestleistung - AB = Kontinentbestleistung - AJB = Juniorenkontinentalbestleistung - AYB = Jugendkontinentalbestleistung - NB = nationale Bestleistung - NJR = nationale Juniorenbestleistung - NYB = nationale Jugendbestleistung | - PB = persönliche Bestleistung - SB = persönliche Saisonbestleistung - QB = Qualifikationsbestleistung - WL = Weltjahresbestleistung - WJL = Juniorenweltjahresbestleistung - WYL = Jugendweltjahresbestleistung - DSQ = disqualifiziert (engl. Disqualified) - DNS = Wettkampf nicht angetreten (engl. Did Not Start) - DNF = Wettkampf nicht beendet (engl. Did Not Finish) |

## Medaillenspiegel
| Medaillenspiegel (Stand nach 40 von 40 Entscheidungen) | Medaillenspiegel (Stand nach 40 von 40 Entscheidungen) | Medaillenspiegel (Stand nach 40 von 40 Entscheidungen) | Medaillenspiegel (Stand nach 40 von 40 Entscheidungen) | Medaillenspiegel (Stand nach 40 von 40 Entscheidungen) | Medaillenspiegel (Stand nach 40 von 40 Entscheidungen) |
| Platz                                                  | Land                                                   | Gold                                                   | Silber                                                 | Bronze                                                 | Gesamt                                                 |
| ------------------------------------------------------ | ------------------------------------------------------ | ------------------------------------------------------ | ------------------------------------------------------ | ------------------------------------------------------ | ------------------------------------------------------ |
| 01                                                     | Volksrepublik China                                    | 12                                                     | 11                                                     | 8                                                      | 31                                                     |
| 02                                                     | Indien                                                 | 8                                                      | 9                                                      | 9                                                      | 26                                                     |
| 03                                                     | Japan                                                  | 6                                                      | 8                                                      | 6                                                      | 20                                                     |
| 04                                                     | Chinesisch Taipeh                                      | 3                                                      | 3                                                      | 3                                                      | 9                                                      |
| 05                                                     | Kasachstan                                             | 2                                                      | 1                                                      | 4                                                      | 7                                                      |
| 06                                                     | Iran                                                   | 2                                                      | 1                                                      | 2                                                      | 5                                                      |
| 07                                                     | Südkorea                                               | 1                                                      | 2                                                      | 1                                                      | 4                                                      |
| 08                                                     | Hongkong                                               | 1                                                      | 2                                                      | 0                                                      | 3                                                      |
| 09                                                     | Singapur                                               | 1                                                      | 0                                                      | 1                                                      | 2                                                      |
| 10                                                     | Malaysia                                               | 1                                                      | 0                                                      | 0                                                      | 1                                                      |
| 10                                                     | Nepal                                                  | 1                                                      | 0                                                      | 0                                                      | 1                                                      |
| 10                                                     | Saudi-Arabien                                          | 1                                                      | 0                                                      | 0                                                      | 1                                                      |
| 10                                                     | Thailand                                               | 1                                                      | 0                                                      | 0                                                      | 1                                                      |
| 14                                                     | Sri Lanka                                              | 0                                                      | 2                                                      | 1                                                      | 3                                                      |
| 15                                                     | Usbekistan                                             | 0                                                      | 1                                                      | 1                                                      | 2                                                      |
| 16                                                     | Indonesien                                             | 0                                                      | 0                                                      | 2                                                      | 2                                                      |
| 17                                                     | Oman                                                   | 0                                                      | 0                                                      | 1                                                      | 1                                                      |
| 17                                                     | Katar                                                  | 0                                                      | 0                                                      | 1                                                      | 1                                                      |
| 17                                                     | Jemen                                                  | 0                                                      | 0                                                      | 1                                                      | 1                                                      |
| Gesamt                                                 | Gesamt                                                 | 40                                                     | 40                                                     | 41                                                     | 121                                                    |